# 2-Diethylaminoethanol
2-(Diethylamino)ethanol ist eine chemische Verbindung aus der Gruppe der Aminoalkohole.

## Gewinnung und Darstellung
2-(Diethylamino)ethanol kann durch Reaktion von Diethylamin und Ethylenoxid gewonnen werden.
{\displaystyle \mathrm {(C_{2}H_{5})_{2}NH+(CH_{2}CH_{2})O\longrightarrow (C_{2}H_{5})_{2}NCH_{2}CH_{2}OH} }
Auch möglich ist die Herstellung durch Reaktion von Diethylamin und Ethylenchlorhydrin.

## Eigenschaften
2-(Diethylamino)ethanol ist eine wenig flüchtige, entzündbare, hygroskopische, farblose Flüssigkeit mit ammoniakartigem Geruch, die mischbar mit Wasser ist. Ihre wässrige Lösung reagiert stark alkalisch.

## Verwendung
2-(Diethylamino)ethanol wird als Zwischenprodukt bei der Herstellung von Procain verwendet.